# Ла Тоја
Лили Мурати позната под уметничким именом Ла Тоја (словен. La Toya Lopez или само словен. La Toya) је словеначка порнографска глумица, водитељка, модел, еротска плесачица и стриптизета.

## Биографија
Рођена је као Лили Мурати 24. маја 1981. године у Македонији. Још као дете се преселила у Словенију и живела у Толмину.

## Каријера
Своју каријеру је започела 2000. године, а први порнографски филм је снимила 2007. године у Италији. У Словенији је стекла велику популарност када је 2008. године снимила свој први словенски порнографски-филм који је назван по њеном имену La Toya, за који је освојила најзначајнију награду у области порно индустрије „Златни стојан“. Док је популарност у земљама бивше Југославије стекла филмом Идемо својим путем, који је снимала 2012. године са словеначком старлетом Уршком Чепин и порнографском глумицом Сантаном Блу, хрватским порно-глумицама Тином Блејд и Алексом Вајлд и српском порно звездом Чери Кис. Фотографисала се за часописе као што су ФХМ и Плејбој. Наступала је на више сајмова еротике. Написала је аутобиографску гњигу под називом La Toya. Била је учесница ријалитија Фарма.

## Награде
- 2009: Златни стојан - за улогу - La Toya